# Jacques Chessex
Jacques Chessex (ur. 1 marca 1934 w Payerne, zm. 9 października 2009 w Yverdon-les-Bains), szwajcarski pisarz, poeta i prozaik. Laureat Nagrody Goncourtów.
Pisał w języku francuskim. Nagrodę Goncourtów otrzymał w 1973 za powieść L'Ogre. Łącznie w dorobku ma kilkadziesiąt utworów (poezja, proza, ale także eseje i teksty krytyczne). W Polsce ukazała się jedna jego książka - Wampir z Ropraz (Le vampire de Ropraz 2007). Niewielka objętościowo powieść rozgrywa się w rejonie tytułowej miejscowości Ropraz na początku XX wieku, targanego serią odrażających przestępstw.
Jedna z ostatnich jego książek, Un Juif pour l'exemple (tytuł angielski A Jew Must Die) z 2008 r., opowiadała o śmierci Artura Blocha, handlarza bydłem z jego rodzinnego Payerne, który został zamordowany w 1942 r. przez szwajcarskich nazistów. Powieść ta, w przeciwieństwie do innych, nie została ciepło przyjęta w Szwajcarii. Sztuka na podstawie innej powieści z 1967 r., Spowiedź księdza Burga miała premierę w noc przed jego śmiercią[. 
Zmarł 9 października 2009 na atak serca na spotkaniu z czytelnikami w bibliotece miejskiej w Yverdon-les-Bains, gdy spotkał się z krytyką swojej powieści o Blochu, ponadto gwałtownie zarzucono mu poparcie dla Romana Polańskiego po jego spektakularnym aresztowaniu w Szwajcarii.